# Petra Barthel
Petra Barthel (* 27. Dezember 1951 in Erfurt) ist eine deutsche Schauspielerin, Autorin und Synchronsprecherin.

## Leben
Petra Barthel wuchs in Erfurt auf, machte das Abitur an der dortigen Humboldt-Schule und absolvierte danach eine Ausbildung an der Staatlichen Schauspielschule in Rostock.
Es folgten Theater-Engagements in der DDR. Erste Verträge führten Barthel nach Magdeburg und Erfurt sowie Frankfurt (Oder). An der Ost-Berliner Volksbühne war sie unter der Regie von Hans-Dieter Meves in Tibor Dérys Fiktiver Report über ein amerikanisches Pop-Festival zu sehen. Des Weiteren spielte sie in Berndt Rennes Euripides-Inszenierung Die Frauen von Troja (1980) und Wolfgang Engels Hedda Gabler (1984) nach Henrik Ibsen. In ihrer Theaterkarriere arbeitete sie mit den Regisseuren Fritz Marquardt oder Heiner Müller zusammen. Parallel zu ihrer Bühnenarbeit erschien die Schauspielerin ab Ende der 1970er Jahre auch im ostdeutschen Fernsehen. Dazu zählen der Part der Margret in Jens-Peter Prolls Fernsehspiel Draußen im Heidedorf (1980) nach Theodor Storm und Gastrollen in der Folge Tödliche Illusion (1979) der Kriminalfilmreihe Polizeiruf 110 und im Krimi Kalter Engel (1986), der ursprünglich auch für die Polizeiruf-Reihe geplant war.
1990 erschien Barthels erster Roman Das zwölfte Kleid über dem dreizehnten. 1992 wurde ihr Theaterstück Queentett im Berliner Big-Bang-Theater aufgeführt (Regie: Paula Mader).
Nach der deutschen Wiedervereinigung setzte Barthel ihre Theaterarbeit fort, die sie unter anderem 1991/1992 an das Theater im Turm in Frankfurt – Antonius und Cleopatra unter der Regie von Jan Lauwers – und an das Deutsche Schauspielhaus in Hamburg führte, wo sie 1993 in Carolyn Carlsons Tanztheater Commedia mehrsprachig neben Rainer Strecker und Miriam Fiodeponti Dante-Verse rezitierte.
Seit Anfang der 1980er Jahre arbeitet Barthel als Synchronsprecherin. So sprach sie z. B. Nicole Kidman (u. a. Batman Forever, Moulin Rouge!, The Hours – Von Ewigkeit zu Ewigkeit), Julianne Moore (u. a. Nine Months, Hannibal, Children of Men) oder Uma Thurman (u. a. Pulp Fiction, Kill Bill – Volume 1, Kill Bill – Volume 2) in der deutschen Vertonung von deren Kinofilmen. Sie wurde auch für Hörspiele und Hörbücher besetzt. Für ihre Leistung in dem Kidman-Film Die Dolmetscherin (2005) wurde sie 2006 für den Deutschen Preis für Synchron in der Kategorie Herausragende weibliche Synchronarbeit nominiert.
Von 2005 bis 2007 setzte Barthel unter der Regie von Annegret Hahn ihre Theaterarbeit am Thalia-Theater in Halle fort, wo sie unter anderem als Chormitglied in einer Inszenierung von Paradise Lost nach John Milton auftrat.
Petra Barthel lebt in Berlin. Sie war mit dem Schauspieler Berndt Renne verheiratet und hat mit ihm den gemeinsamen Sohn Max. Der Kinderdarsteller Bruno Renne ist ihr Enkelkind.

## Theaterstücke (Auswahl)
- 1978: Fiktiver Report über ein amerikanisches Pop-Festival
- 1980: Euripides: Die Frauen von Troja (Helena) – Regie: Berndt Renne (Volksbühne Berlin – Theater im III. Stock)
- 1980: Georg Kaiser: Von morgens bis mitternachts (Heilsarmeemädchen) – Regie: Uta Birnbaum (Volksbühne Berlin)
- 1984: Hedda Gabler
- 1991: Komödie ohne Titel
- 1992: Antonius und Cleopatra
- 1993: Commedia
- 2004: Giraffenkind
- 2005: Das Team
- 2006: Paradise Lost

## Filmografie (Auswahl)

### Schauspielerin
- 1974: Ich war in Honolulu – wetten?
- 1979: Polizeiruf 110: Tödliche Illusion
- 1979: Die Rache des Kapitäns Mitchell (TV)
- 1980: Draußen im Heidedorf (TV)
- 1980: Eine Anzeige in der Zeitung (TV)
- 1981: Berühmte Ärzte der Charité: Der kleine Doctor (TV)
- 1982: Sabine Kleist, 7 Jahre…
- 1984: Der Staatsanwalt hat das Wort: Wer bist du (TV)
- 1986: Kalter Engel (TV)
- 1992: Abschied vom falschen Paradies

### Synchronsprecherin
Nicole Kidman
- 1990: Tage des Donners als Dr. Claire Lewicki
- 1992: In einem fernen Land als Shannon Christie
- 1993: Malice – Eine Intrige als Tracy Kennsinger
- 1995: To Die For als Suzanne Stone Maretto
- 1995: Batman Forever als Dr. Chase Meridian
- 1996: Portrait of a Lady als Isabel Archer
- 1998: Zauberhafte Schwestern als Gillian Owens
- 2001: The Others als Grace Stewart
- 2001: Moulin Rouge als Satine
- 2002: The Hours – Von Ewigkeit zu Ewigkeit als Virginia Woolf
- 2003: Dogville als Grace Margaret Mulligan
- 2003: Der menschliche Makel als Faunia Farley
- 2003: Unterwegs nach Cold Mountain als Ada Monroe
- 2004: Die Frauen von Stepford als Joanna Eberhart
- 2004: Birth als Anna
- 2005: Die Dolmetscherin als Silvia Broome
- 2005: Verliebt in eine Hexe als Isabel Bigelow / Samantha Stephens
- 2006: Fell – Eine Liebesgeschichte als Diane Arbus
- 2006: Happy Feet als Norma Jean
- 2007: Invasion als Carol Bennell
- 2007: Der goldene Kompass als Marisa Coulter
- 2008: Australia als Lady Sarah Ashley
- 2009: Nine als Claudia
- 2011: Meine erfundene Frau als Devlin Adams
- 2020: Bombshell – Das Ende des Schweigens als Gretchen Carlson
- 2020: The Prom als Angie Dickinson

Julianne Moore
- 1995: Nine Months als Rebecca Taylor
- 1995: Assassins – Die Killer als Electra
- 1998: Psycho als Lila Crane
- 1999: Ein perfekter Ehemann als Mrs. Laura Cheveley
- 2001: Hannibal als Clarice Starling
- 2001: Schiffsmeldungen als Wavey Prowse
- 2004: Laws of Attraction als Audrey Woods
- 2004: Die Vergessenen als Telly Paretta
- 2006: Children of Men als Julian
- 2007: Next als Agent Callie Ferris
- 2007: I’m Not There als Alice Fabian
- 2008: Die Stadt der Blinden als Doktors Frau
- 2009: Pippa Lee als Kat
- 2009: A Single Man als Charley
- 2009: Chloe als Catherine Stewart
- 2010: The Kids Are All Right als Jules
- 2013: Don Jon als Esther
- 2014: Still Alice – Mein Leben ohne Gestern als Alice Howland
- 2014: Die Tribute von Panem – Mockingjay Teil 1 als Präsidentin Alma Coin
- 2015: Die Tribute von Panem – Mockingjay Teil 2 als Präsidentin Alma Coin
- 2017: Suburbicon als Rose / Margaret
- 2017: Kingsman: The Golden Circle als Poppy Adams
- 2021: The Woman in the Window als Jane

Uma Thurman
- 1988: Gefährliche Liebschaften als Cécile de Volanges
- 1992: Eiskalte Leidenschaft als Diana Baylor
- 1994: Pulp Fiction als Mia Wallace
- 1996: Beautiful Girls als Andera
- 1996: Lügen haben lange Beine als Noelle
- 1997: Gattaca als Irene Cassini
- 1997: Batman & Robin als Dr. Pamela Isley / Poison Ivy
- 1998: Les Misérables als Fantine
- 2003: Paycheck – Die Abrechnung als Dr. Rachel Porter
- 2003: Kill Bill – Volume 1 als Kiddo, die Braut
- 2004: Kill Bill – Volume 2 als Kiddo, die Braut
- 2005: Couchgeflüster – Die erste therapeutische Liebeskomödie als Rafi Gardet
- 2005: The Producers als Ulla
- 2005: Be Cool – Jeder ist auf der Suche nach dem nächsten großen Hit als Edie Athens
- 2006: Die Super-Ex als Jenny Johnson / G–Girl
- 2008: Zufällig verheiratet als Dr. Emma Lloyd
- 2010: Percy Jackson – Diebe im Olymp als Medusa
- 2020: Immer Ärger mit Grandpa als Sally

Bridget Fonda
- 1990: Der Pate III als Grace Hamilton
- 1992: Singles – Gemeinsam einsam als Janet Livermore
- 1993: Codename: Nina als Maggie Hayward / Claudia Anne Doran / Nina
- 1993: Little Buddha als Lisa Conrad
- 1994: Willkommen in Wellville als Eleanor Lightbody
- 1997: In der Abenddämmerung als Anne
- 1997: Jackie Brown als Melanie Ralston
- 1998: Ein einfacher Plan als Sarah Mitchell
- 1999: Lake Placid als Kelly Scott
- 2001: Kiss of the Dragon als Jessica Kamen
- 2002: Die Schneekönigin als Schneekönigin

Maaya Sakamoto
- 2007: The Garden of Sinners – Mordverdacht – Teil 1 als Shiki Ryougi
- 2008: The Garden of Sinners – Der leere Tempel als Shiki Ryougi
- 2009: The Garden of Sinners – Mordverdacht – Teil 2 als Shiki Ryougi

Dominique Blanc
- 1995: Total Eclipse – Die Affäre von Rimbaud und Verlaine als Isabelle Rimbaud
- 1998: Wer mich liebt, nimmt den Zug als Catherine

Kim Basinger
- 2004: Elvis Has Left the Building als Harmony Jones
- 2008: The Informers als Laura

Andie MacDowell
- 2010: As Good as Dead als Helen Kalahan
- 2012: Daydream Nation als Enid Goldberg

#### Filme
- 1978: Herr Tau nimmt Abschied – Julie Jurištová als Terezka
- 1981: Lauf, Ober, lauf! – Eliška Balzerová als Vera
- 1982: Ein Flügelschlag Liebe – Hiromi Murachi als Junko Shinomiya
- 1983: Wassa – Jana Poplawskaja als Ljudmila
- 1984: Charles Dickens’ Weihnachtsgeschichte – Lucy Gutteridge als Belle
- 1985: Red Heat – Unschuld in Ketten – Sonja Martin als Evelyn
- 1987: Mary Lou – Lisa Schrage als Mary Lou Maloney
- 1988: Mord im Paradies – Susanne Breuning als Gitte Bristol
- 1989: The Forgotten One – Kristy McNichol als Barbara Stupple
- 1990: Die Spur führt zurück – The Two Jakes – Meg Tilly als Kitty Berman
- 1991: Der Gefallen, die Uhr und der sehr große Fisch – Natasha Richardson als Sybil
- 1993: Mütter ohne Skrupel – Jillian Boyd als Bessie Mae
- 1994: Nadja – Elina Löwensohn als Nadja
- 1996: Offenbachs Geheimnis – Marcella Kertész als Fleur–de–Soufre
- 1996: Prinzessin Alisea – Valeria Marini als  Quellgeist
- 1997: True Women – Angelina Jolie als Georgia Virginia Lawshe Woods
- 1999: Im Zweifel für die Angeklagten – Jessica Steen als Andrea Roberts
- 2000: Too Much Flesh – Rosanna Arquette als Amy
- 2001: Gefangen in eisigen Tiefen – Emily Procter als Frances Naquin
- 2002: Entführer & Gentlemen – The Abduction Club – Alice Evans als Catherine Kennedy
- 2007: The Piano Forest – Chizuru Ikewaki als Reiko Ichinose
- 2009: Forever Lulu – Die erste Liebe rostet nicht! – Melanie Griffith als Lulu McAfee

#### Serien
- 1987–1990: Erben des Fluchs – Louise Robey als Micki Foster
- 1996–1997: Homicide – Melissa Leo als Det. Sgt. Kay Howard
- 2003–2004/2007–2008: Alias – Die Agentin – Amy Irving als Emily Sloane
- 2004: Jesus und Josefine – Andrea Vagn Jensen als Louise
- 2006: Desperate Housewives – Lisa Banes als Vera Keck
- 2006–2007: Black Lagoon – Youko Sasaki als Shenhua
- 2009: Grey’s Anatomy – Mary McDonnell als Dr. Virginia Dixon
- 2009–2010: Big Love – Mireille Enos als Kathy Marquart / JoDean Marquart
- 2010–2017: Pretty Little Liars – Anne Marie DeLuise/Andrea Parker als Mrs. Jessica DiLaurentis/Mary Drake

### Editorin
- 1983: Abhängig
- 1989: Komm! Ins Offene Freund! oder Gegen die Dummheit in der Musik

## Hörspiele
- 1981: Joachim Priewe: Heinrich Vogeler (Marie Griesbach) – Regie: Barbara Plensat (Biographie – Rundfunk der DDR)
- 2006: Gruselkabinett: Frankenstein (Teil 1/2), Titania Medien – ISBN 3-7857-3251-1
- 2006: Gruselkabinett: Frankenstein (Teil 2/2), Titania Medien – ISBN 3-7857-3252-X

## Veröffentlichungen
- 1990: Das zwölfte Kleid über dem dreizehnten. Novelle. Rowohlt, Reinbek bei Hamburg, ISBN 3-498-00533-2.